# Finn Braun
Finn Friedrich Braun (* 14. Januar 2002) ist ein deutscher Skispringer und ehemaliger Nordischer Kombinierer.

## Werdegang
Braun nahm seit 2014 an Jugendwettbewerben der Spezialspringer teil, betrieb aber auch zeitweise die Nordische Kombination. Am 4. März 2017 debütierte er mit einem achten Rang im Skisprung-Alpencup, am 5. Oktober 2019 nahm Braun erstmals am FIS Cup teil. Bei den anschließenden Olympischen Jugend-Winterspielen ging er als Spezialspringer und Kombinierer an den Start. Rund zwei Jahre später gewann Braun mit der Mannschaft die Bronzemedaille bei der Junioren-WM 2022.
Seit der Saison 2022/23 gehört er zur deutschen Auswahl für den Continental Cup und nahm während der Vierschanzentournee 2022/23 auch an der Qualifikation für den Wettkampf in Garmisch-Partenkirchen teil. Am 5. August 2023 holte Braun bei seinem Debüt im Grand Prix sogleich Punkte.

## Statistik

### Continental-Cup-Platzierungen
| Saison  | Platz | Punkte |
| ------- | ----- | ------ |
| 2022/23 | 063.  | 068    |